# Burgess (Carolina del Sud)
Burgess és una població dels Estats Units a l'estat de Carolina del Sud. Segons el cens del 2000 tenia 10.000 habitants.

## Demografia
Segons el cens del 2000, Burgess tenia 350 habitants. La densitat de població era de 54 habitants/km².
Cap de les famílies estaven per davall del llindar de pobresa.